# The Percussor
The Percussor (パーカッサー?, Pākassā) è un videogioco arcade del 1981 sviluppato da Orca Corporation e pubblicato in Giappone da GGI. In Nord America venne distribuito da una compagnia chiamata Gametecnicks.

## Modalità di gioco
The Percussor è uno sparatutto che può essere sia a schermata fissa che a scorrimento orizzontale. Il giocatore è a bordo di un aereo da caccia, controllabile con il joystick a otto direzioni e sparabile con due colpi alla volta tramite il primo pulsante; un secondo pulsante viene impiegato per lanciare missili. L'obiettivo principale è distruggere un numero prestabilito di basi nemiche con missili che utilizzano energia da terra o da mare.
Il giocatore, dopo avere distrutto una base, se vuole raggiungere le restanti deve far scorrere la schermata a sinistra o a destra andando nel bordo e continuando a tenere il joystick nella direzione intrapresa. Dopo aver smesso di spingere, sarà nuovamente limitato alla schermata corrente. I movimenti sono solo di circa due schermate alla volta.
Tornando all'aereo, esso dispone di ben tre indicatori: di altitudine, di velocità e del carburante, quest'ultima rifornibile una volta rasa al suolo la base. Il giocatore potrebbe perdere una vita nel caso il mezzo collide con i nemici volanti o si fa colpire dai loro attacchi, oppure esaurisce il proprio carburante e precipita. La partita finisce quando le vite a disposizione sono finite.

## Musica
Il brano arrangiato ad 8-bit presente in The Percussor è l'inizio di Una notte sul Monte Calvo di Modest Petrovič Musorgskij.